# Змийска трева
Змийска трева (Goniolimon) е род цъфтящи растения от семейство Саркофаеви, произхождащи от Северна Африка, Южна Европа, Западна и Централна Азия, Сибир, Монголия и Китай. Обикновено са ниско разположени многогодишни храсти, някои видове се култивират като почвопокривни.

## Видове
Понастоящем приетите видове са:
- Бесерова змийска трева (Goniolimon besserianum (Schult. ex Rchb.) Kusn.)
- Бяла змийска трева (Goniolimon incanum (L.) Hepper, синоним Goniolimon collinum[4])
- Далматинска змийска трева (Goniolimon dalmaticum (C.Presl) Rchb.)
- Татарска змийска трева (Goniolimon tataricum (L.) Boiss.)
- Goniolimon africanum Buzurovic, Bogdanovic & Brullo
- Goniolimon callicomum (C.A.Mey.) Boiss.
- Goniolimon caucasicum Klokov
- Goniolimon dshungaricum (Regel) O.Fedtsch. & B.Fedtsch.
- Goniolimon elatum (Fisch. ex Spreng.) Boiss.
- Goniolimon eximium (Schrenk) Boiss.
- Goniolimon glaberrimum (Aiton) Klokov
- Goniolimon gorczakovskyi Knjaz.
- Goniolimon graminifolium (Aiton) Boiss.
- Goniolimon heldreichii Halácsy
- Goniolimon italicum Tammaro, Pignatti & Frizzi
- Goniolimon krylovii A.V.Grebenjuk
- Goniolimon orthocladum Rupr.
- Goniolimon rubellum (S.G.Gmel.) Klokov
- Goniolimon sartorii Boiss.
- Goniolimon sewerzowii Herder
- Goniolimon speciosum (L.) Boiss.

Бивши видове: Goniolimon salicorniaceum (F.Muell.) Christenh. & Byng сега се нарича Muellerolimon salicorniaceum (F. Muell.) Lincz.